# Simeone Majoli
Simone Majoli o Simeone Majoli (1520–1597) fue un abogado canónico italiano, obispo y autor. Su obra enciclopédica Dies caniculares, cubrió una amplia gama de temas en la historia natural, la demonología y otros temas como los hombres lobo. Publicado por primera vez en 1597, se realizaron varias ediciones posteriores. Se le menciona en la historia temprana de la explicación de los fósiles, por Charles Lyell, como pionero de explicaciones volcánicas.
Nació en Asti, y se convirtió en obispo de Volturara y Montecorvino, en 1572.